# Svetlana Khorkina
Svetlana Vasilievna Khorkina, em russo:  Светлана Васильевна Хоркина, (Belgorod, 19 de janeiro de 1979) é uma ex-ginasta russa bastante conhecida internacionalmente por seu estilo próprio e considerada a ginasta artística mais bem sucedida que já competiu pela Rússia.
Khorkina é bicampeã olímpica e pentacampeã mundial nas barras assimétricas, além de tricampeã mundial no individual geral e campeã no salto. Em campeonatos europeus é hexacampeã nas paralelas, bicampeã por equipes e campeã no solo e na trave de equilíbrio. No evento geral continental, Svetlana sagrou-se três vezes vencedora, igualando o feito antes apenas atingido pela romena Nadia Comăneci, em número de vitórias consecutivas. Ao todo possui sete medalhas olímpicas, vinte mundiais e dezoito europeias.
Em sua vida particular, tem um filho chamado Svyatoslav, nascido em 2005. Entre as maiores honrarias que já recebeu, estão a Ordem de Honra e prêmios atribuídos enquanto ginasta. Ainda envolvida com o desporto, é vice-presidente da Federação Russa de Ginástica e foi membro da comissão de atletas da Federação Internacional de Ginástica durante o ciclo olímpico de 2005–2008. Sveta também ficou conhecida por demonstrar soberba em algumas ocasiões — ao proclamar-se campeã antes de determinados campeonatos e tais previsões não se concretizarem, por exemplo.

## Biografia
Svetlana nasceu em Belgorod, cidade localizada perto da fronteira com a Ucrânia, então pertencente à antiga União Soviética. Filha primogênita do casal Lyubov e Vassily Khorkin, tem uma irmã mais nova de nome Yulia, que também competiu como ginasta. Sua mãe era médica e seu pai deixou a família logo após o nascimento de Yulia. A menina iniciou-se no desporto ainda criança, aos quatro anos de idade, graças ao incentivo de sua mãe, preocupada com sua falta de apetite. Para tentar estimulá-la, pensou que a atividade física pudesse ajudá-la a comer melhor. A princípio, a menina treinou no clube Trade Union, em Nizhny Novgorod, sob os cuidados do treinador russo Boris Pilkin. Nos primeiros treinamentos gostava apenas de saltar, porém, ao longo do tempo, tomou gosto pelas competições. Aos seis anos, viu pela TV a ginasta soviética Oksana Omelianchik, e desde então passou a encarar a ginástica como algo sério, mostrando seu talento nos tablados e a ambição de se tornar uma boa atleta. Ao contrário das outras ginastas da modalidade, era alta demais e seus treinadores tentaram fazê-la mudar para a ginástica rítmica. Conseguiram. Após um ano, Svetlana decidiu retornar para a ginástica artística, com a ajuda de Pilkin. Suas dificuldades como ginasta, devido a sua altura, foram minimizadas pelos treinamentos de Boris, que criou séries aperfeiçoadas ao seu corpo esguio, levando em conta a postura clássica de Sveta, como foi apelidada. Logo, deixou a equipe iniciante de seu clube e passou a treinar ao lado das ginastas que competiriam nas Olimpíadas de Barcelona, em 1992. Aos doze anos, Khorkina passou a competir em território nacional e a representar a Rússia internacionalmente. Svetlana amava competir, embora achasse os treinos fatigantes. Em 1995, recebeu o prêmio Master of Sports, por suas conquistas no âmbito gímnico.
| “ | Minha carreira deixou claro que as meninas altas podem fazer coisas incríveis. Eu abri o caminho. Agora eu sou famosa no mundo inteiro. | ” |

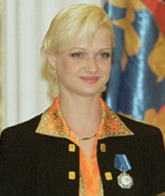
Cerimônia de Ordem de Honra, em 2001.

Em novembro de 1997, surpreendeu ao posar para a versão russa da revista Playboy, aos recém completados dezoito anos. Segundo Khorkina, a experiência de realizar um ensaio sensual a ajudou em sua carreira desportiva. No mesmo ano, recebeu a Ordem de Amizade, pelos resultados obtidos durante os Jogos Olímpicos de Atlanta, em 1996. Após a participação olímpica, em Sydney, apareceu no programa norte-americano The Rosie O'Donnell Show, concedendo entrevistas. Em 2001, foi condecorada pelo então presidente russo, Vladimir Putin, com a Ordem de Honra. Prêmio atribuído por sua contribuição para o desenvolvimento do esporte, além da atuação nas Olimpíadas de 2000. A cerimônia também homenageou a ucraniana Larissa Latynina. Ainda em 2001, saiu em turnê ao lado das demais ginastas olímpicas, no Rock and Roll Gymnastics, que percorreu várias cidades dos Estados Unidos. No ano posterior, afastou-se temporariamente do desporto, para apresentar-se com a uma companhia russa de teatro. Enquanto estudante, graduou-se em educação física na Universidade Estatal de Belgorod, no ano de 2003. No mesmo ano, participou de um comercial publicitário para a empresa sul-coreana de tecnologia Samsung. Em 21 de julho de 2005, aos 26 anos de idade, saudou a chegada de seu primeiro filho, Svyatoslav. Nascido na cidade norte-americana de Los Angeles, por preferência da ex-ginasta, o menino recebeu a nacionalidade estadunidense. O sobrenome do pequeno foi composto apenas pelo da mãe na forma masculina, Khorkin, devido ao fato de Sveta não anunciar o nome do pai. Em sua rotina particular, Svetlana gosta de se divertir jogando bilhar. Além, tem como maiores hobbies: comer, ouvir música e fazer compras.
Enquanto ginasta, tinha na modalidade artística uma especie de palco para suas apresentações. Nos tablados, amava o público e sempre "atuava" suas séries em frente as câmeras. No esporte, era conhecida por sua dedicação, beleza e arte durantes suas performances. Além, ficou conhecida pelo seu temperamento forte e soberba em algumas ocasiões. Para ela, a ginástica lhe proporcionou crescimento e principalmente experiência de vida. Entre os prêmios e honrarias recebidos estão a inclusão da atleta na lista de membros do Prêmio Laureus do Esporte Mundial, em 2008 e o prêmio Ordem do Mérito IV (2006), também por suas contribuições para com o esporte. Khorkina ainda nomeia uma competição de ginástica artística: a Khorkina Cup, realizada anualmente em Belgorod, para atletas de clubes russos da modalidade. Em maio de 2011, Khorkina participou de evento na capital russa, no qual compareceram políticos, empresários, artistas e militares. Na ocasião, foi fotografada ao lado de seu marido, o ex-general Oleg Kochnev, com o qual casou-se em abril.

## Carreira
Khorkina começou seus treinamentos na ginástica aos quatro anos. Mais tarde, deparou-se com dificuldades no começo de sua carreira. Tida como alta para uma ginasta, foi desencorajada de princípio. Porém, com a ajuda de seu treinador, Boris Pilkin, tal empecilho desapareceu rapidamente através de sua graça longilínea, suas passagens inovadoras e suas rotinas de grande dificuldade. Em 1992, aos treze anos, começou sua carreira pela equipe russa júnior nacional. Em 1994, a ginasta entrou para a elite sênior do país. Durante sua carreira, oito movimentos seus foram incluídos na Tabela de Elementos do Código de Pontos, sendo: três nas barras assimétricas, dois no salto sobre a mesa, dois na trave e um nos exercícios de solo. Todos foram nomeados com o sobrenome da atleta, Khorkina. Nos aparatos nos quais executou dois ou três elementos, foi adicionado ao lado do sobrenome o número I ou II, em algarismos romanos.

### RUS Júnior
A carreira de Svetlana nessa categoria foi curta, porém isso não a impediu de obter medalhas e boas colocações. Sua primeira competição foi o Moscow World Stars, no qual terminou na quinta colocação no individual geral. No mesmo ano, Svetlana nomeou seus primeiros elementos, um deles nas barras assimétricas e outro na trave de equilíbrio. No ano seguinte, no Campeonato Nacional Russo, conquistou medalhas em todos os eventos que participou. No evento geral, nas barras assimétricas e na trave encerrou medalhista de ouro; no salto foi prata e no solo medalhista de bronze. No evento seguinte, disputou o Campeonato Europeu Júnior, no qual foi finalista em quatro eventos: geral individual (7.º), salto (8.º), trave e solo (4.º).

### RUS Sênior
Passado seu tempo de preparação e iniciação, Svetlana começou a competir pela equipe russa sênior aos quinze anos. Sua primeira competição nessa categoria, foi o Campeonato Mundial de Dortmund/Brisbane. No mesmo ano, disputou a Copa Chunichi. Nela, conquistou o ouro no salto sobre o cavalo e o bronze nas paralelas assimétricas e no geral. No Moscow World Stars, foi primeira colocada no concurso geral e vice-campeã na trave de equilíbrio; nos exercícios de solo, obteve nota apenas para a sétima colocação. Na competição seguinte, o Europeu de Estocolmo, na Suécia. No evento, conquistou três medalhas: por equipes, encerrou vice-campeã, superada pela equipe romena, medalhista de ouro; na final do individual geral, somou 39,224 pontos e empatada com a compatriota Dina Kochetkova, totalizou com 0,187 pontos atrás da campeã da prova, a romena Gina Gogean; nas barras assimétricas subiu ao pódio medalhista de ouro, ao somar 9,887 pontos. No ano seguinte, no Nacional Russo, fora campeã na prova geral individual.
Em 1996, na edição de Birmingham do Europeu, Svetlana foi medalhista de prata na prova coletiva, a equipe romena encerrou medalhista de ouro; na prova individual obteve 38,549 pontos, suficientes para a sexta colocação, a ucraniana Lilia Podkopayeva conquistou a medalha de ouro; 0,656 pontos a frente de Khorkina. Nos aparatos, subiu ao pódio medalhista de ouro nas assimétricas, empatada com a romena Simona Amanar; no salto sobre o cavalo encerrou na quarta colocação, em prova conquistada por Amanar. Ainda em 1996, fora terceira colocada na prova individual do Campeonato Nacional Russo. Em julho, a ginasta fez sua primeira aparição olímpica, nos Jogos de Atlanta, nos Estados Unidos.
Abrindo o calendário competitivo de 1997, sob um novo código de pontos, Khorkina se adaptou bem as mudanças. Nas principais competições do ano, obteve novas primeiras colocações. Na Copa Chunichi, foi campeã nas paralelas, prata na trave de equilíbrio e medalhista de bronze na competição individual e no salto. No Nacional Russo, foram duas medalhas de ouro: no individual geral e nas barras assimétricas. No ano posterior, competiu no Europeu de São Petersburgo. Neste, encerrou como a maior medalhista da competição, com quatro medalhas no total. Por equipes, terminou mais de três pontos atrás da seleção romena, campeã da prova, e encerrou medalhista de prata. Na prova individual, sagrou-se campeã, com a pontuação de 38,624; na final do solo, empatou com a romena Corina Ungureanu com 9,787 pontos e encerrou novamente na primeira colocação; nas assimétricas, conquistou o tricampeonato continental, ao superar em 0,113 ponto os 9,787 marcados pela ucraniana Viktoria Karpenko e encerrar pela terceira vez no evento, medalhista de ouro. Em 1999, competiu pela primeira vez nos Jogos Universitários, na edição de Jogos Universitários de Palma de Mallorca, na Espanha. Neles, conquistou quatro medalhas de ouro; na prova por equipes, na disputa geral individual, nas barras assimétricas e nos exercícios de solo. Na competição nacional russa, subiu ao pódio geral como vice-campeã.
No ano seguinte, a maior competição continental foi realizada na cidade de Paris. Classificada para quatro finais, Svetlana foi medalhista de ouro em todos. Na prova por equipes, superou a Romênia por 0,458 pontos, e encerrou com a primeira medalha de ouro coletiva de seu país no evento. No individual geral, somou 38,749 pontos e conquistou o ouro pela segunda vez; por aparatos, fora pela quarta vez consecutiva campeã das paralelas assimétricas e campeã na trave de equilíbrio. Em 2002, disputou a edição grega do Campeonato Europeu. No evento, igualou o número de vitórias da romena Nadia Comăneci no evento, três no total, ao vencer a disputa individual com um somatório 37,592 pontos; nas barras assimétricas fora pentacampeã continental do aparelho; na trave conquistou a medalha de prata, superada pela compatriota Lyudmila Ezhova; no solo obteve nota suficiente apenas para a quinta colocação, ao totalizar 9,075 pontos. Coletivamente, encerrou bicampeã europeia, a equipe neerlandesa e italiana completaram o pódio dessa edição. Em 2003, teve anunciado seu primeiro problema físico: a idade "avançada" para uma ginasta que mantinha ritmo acelerado de competições e treinamentos, pesava em dores. Porém, prometeu voltar ao cenário mundial até os Jogos Olímpicos de Atenas, em 2004. Como principal compromisso nacional, deu-se o Campeonato Russo, no qual conquistou o ouro no geral e nas assimétricas; no solo foi prata e na trave encerrou terceira colocada. Em sua última participação europeia, participou do Europeu de Amsterdã. Nele, conquistou três medalhas: por equipes e na trave, encerrou na terceira colocação; nas paralelas conquistou pela sexta vez no evento, a medalha de ouro.
Dotada de precisão e facilidade nas execuções gímnicas, difícil é citar seu aparelho de melhor desempenho. Contudo, as barras assimétricas lhe rendiam sempre as primeiras e mais constantes colocações. Patriota, Khorkina representou a ginástica russa por dez anos — de 1994 a 2004, ano este em que se aposentou logo após o término das Olimpíadas.

## Campeonato Mundial de Ginástica Artística
Em campeonatos mundiais, entre os anos de 1994 e 2004, foram oito as participações da ginasta. Em sete delas, Khorkina conquistou medalhas, somando um total de vinte.

### Brisbane & Dortmund 1994
Esta competição possuiu a particularidade de ser dividida em duas: um campeonato com os eventos individuais e outro com a disputa por equipes. Em ambos, Svetlana conquistou medalha. A edição foi a grande estreia da ginasta em Mundiais.
Na cidade de Brisbane realizaram-se as primeiras disputas, individuais, decorridas entre os dias 19 e 24 de abril. No concurso geral, que abriu os eventos, a ginasta encerrou na sexta colocação, ao somar 38,805 pontos, 0,469 atrás da campeã da prova, a norte-americana Shannon Miller. Adiante, foi finalista em três aparelhos: no salto sobre o cavalo, atingiu a nota de 9,800, suficiente para a medalha de prata, em vitória da romena Gina Gogean, medalhista de ouro; nas barras assimétricas, aparelho no qual nomeou seu primeiro elemento, Khorkina finalizou novamente medalhista de prata, superada pela chinesa Luo Li, por 0,037 ponto; nos exercícios de solo, obteve 8,487 pontos, e encerrou fora do pódio, como a oitava colocada geral.
Sete meses mais tarde, em Dortmund, deu-se a competição coletiva, disputada entre os dias 15 e 20 de novembro. Na final, o grupo formado por Oksana Fabritschnova, Elena Grosheva, Natalia Ivanova, Svetlana Khorkina, Dina Kochetkova, Elena Lebedeva e Evgenia Rodina, conquistou a medalha de bronze, ao ser superado pela seleção norte-americana de Miller e pelo time romeno de Simona Amanar. Durante a final, Svetlana teve a maior somatória do grupo e a segunda entre as finalistas, 39,450.

### Sabae 1995
Em sua segunda participação em campeonatos mundiais, aos dezesseis anos, Svetlana disputou, no Japão, quatro finais.
Na primeira delas, a coletiva, competiu ao lado de Natalia Bobrova, Elena Dolgopolova, Elena Grosheva, Dina Kochetkova, Eugenia Kuznetsova e Elena Produnova, e encerrou quarta colocada, após atingir o total de 384,689 pontos, quase quatro a menos que as vencedoras, as romenas. No evento seguinte, do individual geral, totalizou 39,130, suficiente para deixá-la com a medalha de prata, em vitória da ucraniana Lilia Podkopayeva, com apenas 0,118 de diferença. Por fim, nos aparelhos, foi ainda a duas finais: nas barras assimétricas, conquistou a primeira medalha de ouro mundial de sua carreira, com um total de 9,900, à frente da chinesa Mo Huilan e de Podkopayeva, empatadas na segunda colocação; Svetlana ainda nomeou seu segundo elemento no aparelho, em conjunto com a ginasta norte-americana Amy Chow; no salto sobre o cavalo, foi a quinta colocada, 0,088 ponto distante da terceira colocada no pódio, a romena Gina Gogean; o evento foi conquistado pela também romena Simona Amanar, empatada com Podkopayeva. Svetlana foi a única ginasta da Rússia a conquistar medalha nessa edição. Depois dela, as melhores colocações russas foram duas sextas posições atingidas por Dina Kochetkova na assimétricas e na trave de equilíbrio.

### San Juan 1996
Esta edição do Mundial, realizada no mesmo ano das Olimpíadas de Atlanta, foi mais curta que as anteriores. Sem as provas coletivas e do all around, as ginastas disputaram apenas as finais por aparelhos.
Dentre as quatro finais possíveis para a qualificação, Khorkina obteve nota para duas: as barras assimétricas e o salto sobre o cavalo. Na primeira, a do salto, única russa a disputar o aparelho, pontuou 9,637 e encerrou fora do pódio, em conquista da romena Gina Gogean, com 0,163 pontos a frente da ginasta; nas assimétricas, evento que contou com um número maior de ginastas qualificadas, onze no total, devido um erro da Federação Internacional, atingiu o bicampeonato mundial do aparelho, empatada na primeira colocação com a bielorrussa Elena Piskun, sob o score de 9,798 pontos. Sem medalhistas de prata, a francesa Isabelle Severino completou o pódio do evento, com a medalha de bronze.

### Lausanne 1997
Neste campeonato, realizado na Suíça, as disputas tomaram níveis de pontuação e de julgamento diferentes dos anteriores. Além, a idade mínima para a participação do evento foi aumentada para dezesseis, ao invés dos quinze anteriores. A Federação Internacional de Ginástica havia acabado de mudar o Código de Pontos, que tecnicamente, desfavoreceria o físico longilíneo da atleta.
No evento, Svetlana classificou-se para todas as seis finais da competição. Na primeira, a prova coletiva, a equipe russa formada por Svetlana Bakhtina, Elena Dolgopolova, Elena Grosheva, Svetlana Khorkina, Eugenia Kuznetsova e Elena Produnova, subiu ao pódio medalhista de prata, superada pela seleção romena por 0,523 ponto de diferença. A equipe chinesa, pontuada com 152,001, completou o pódio da disputa, com a medalha de bronze. No concurso geral, Khorkina superou a romena Simona Amanar por 0,043 ponto de vantagem e encerrou com a medalha de ouro na disputa, a primeira de sua carreira nessa prova, subindo ao pódio ao lado de sua compatriota Produnova, terceira colocada. Nas finais por aparelho, competiu primeiro no salto: uma falha a deixou de fora do pódio, apenas na oitava e última colocação entre as finalistas do evento vencido por Amanar. A outra russa competidora da final, Dolgopolova, também encerrou fora do pódio, na sétima posição. Em sua especialidade, confirmou o favoritismo e as expectativas e pontuou 9,875, suficiente para a primeira colocação e o tricampeonato mundial. Duas chinesas completaram o pódio, Meng Fei pontuou 9,800 e conquistou a prata e Bi Wenjing, 9,787, encerrou com o bronze. Na trave de equilíbrio, finalizou pela segunda vez no evento como medalhista de prata, ao não superar por 0,013 ponto a romena Gina Gogean e encerrar a frente da chinesa Kui Yuanyuan, terceira colocada. No último evento disputado, os exercícios de solo, nomeou seu primeiro movimento no aparelho, o Khorkina. Além disso, empatou com a romena Gogean sob um score de 9,800 pontos na primeira posição. Porém, pelo critério de desempate aderido pelo COI, a ginasta russa encerrou com a prata. A compatriota Produnova, novamente foi medalhista de bronze.

### Tianjin 1999
Sua quinta participação em Mundiais deu-se pela segunda vez em uma cidade asiática. Além, essa competição valeria como classificatória para os Jogos Olímpicos de 2000, em Sydney.
Qualificada para quatro finais, a ginasta obteve medalhas em duas: na competição por equipes, uma queda em sua rotina na trave deixou a Rússia 0,318 ponto atrás do time romeno e com isso, medalhista de prata, a frente da seleção chinesa, na terceira colocação; na competição individual, novamente cometeu falhas em suas séries de salto e trave, somou apenas 37,811 pontos, suficientes para ocupar a 12.ª colocação em prova conquistada pela romena Maria Olaru, com 38,774. Entre as três competidoras russas deste evento, Sveta obteve o menor somatório: Produnova foi quarta e Zamolodchikova medalhista de bronze. Nas finais por aparatos, Khorkina conquistou pela quarta vez consecutiva o campeonato nas barras assimétricas, após somar 9,837 pontos. Novamente duas chinesas completaram o pódio, Huang Mandan foi segunda colocada e Ling Jie, terceira; nos exercícios de solo, atingiu a terceira colocação, com um somatório de 9,787, em prova vencida pela romena Andreea Raducan, que obteve 0,050 pontos de vantagem em relação a competidora russa.

### Gante 2001
Após o fechamento de outro ciclo olímpico, a Federação Internacional alterou o código de pontuação da modalidade como o habitual. Khorkina não era esperada para competir neste evento, por ser uma competição pós-olímpica.
Neste, qualificou-se para cinco finais: na prova coletiva, ao lado de Lyudmila Ezhova, Elena Zamolodchikova, Maria Zassypkina, Natalia Ziganshina, conquistou a medalha de prata, superada pela seleção romena de Andreea Raducan; no concurso individual, sagrou-se bicampeã, ao somar 37,617 pontos e superar a compatriota Ziganshina e a romena Raducan, prata e bronze, respectivamente; nas finais por aparelhos, Khorkina superou a uzbeque Oksana Chusovitina e novamente Raducan para atingir a medalha de ouro, pontuada com 9,412; na disputa das assimétricas, seu melhor aparelho, finalizou pela terceira vez com o ouro, ao superar, por apenas 0,012 ponto, a neerlandesa Renske Endel, medalhista de prata na prova; finalmente, no solo, subiu ao pódio na terceira colocação, atrás da brasileira Daniele Hypólito e de Raducan, segunda e primeira colocadas, respectivamente.

### Debrecen 2002
Esta edição realizada na cidade húngara de Debrecen, semelhante ao Mundial de 1996, em Porto Rico, não contou com as provas coletivas e individuais, sendo disputadas apenas as quatro finais por aparelhos.
Competidora apenas de dois aparatos, Sveta foi às finais dos dois: nas barras assimétricas, aparelho no qual conquistou os cinco títulos anteriores do Mundial, não conquistou medalhas; duas quedas na final a retiraram do pódio, somando apenas 7,387, suficiente para deixá-la na sétima colocação, em prova vencida pela norte-americana, estreante do evento, Courtney Kupets, sob um somatório de 9,550; na trave de equilíbrio, encerrou na quarta colocação, ao atingir a nota 9,125. A também norte-americana Ashley Postell, subiu ao pódio como primeira colocada. Esta fora a única participação de Khorkina em Campeonatos Mundiais, onde não conquistou medalhas.

### Anaheim 2003
Em sua última participação em Mundiais, Svetlana, aos 24 anos de idade, mostrou-se ainda competitiva. Prova disso foi seu terceiro ouro no individual geral, feito este não atingido por nenhum ginasta, seja ele masculino ou feminino.
Em sua despedida dos Mundiais, Khorkina disputou duas finais: a coletiva e a individual, optando por não apresentar-se nas finais por aparelhos. A primeira final disputada foi a por equipes. Nela, o time russo formado por Polina Miller, Natalia Ziganchina, Svetlana Khorkina, Maria Krioutchkova, Elena Zamolodchikova, Elena Anochina, Anna Pavlova obteve nota suficiente somente para a sexta colocação, com o somatório de 108,985 em disputa vencida pela equipe dos Estados Unidos, que atingiu 112,573. Na do concurso geral, Svetlana conquistou pela primeira vez entre homens e mulheres, o tricampeonato mundial na prova, ao totalizar 38,124 pontos no fim das rotações; a estreante Carly Patterson de quinze anos, encerrou na segunda colocação e a chinesa Zhang Nan, completou o pódio com a medalha de bronze.
Ao término desta oitava edição disputada, Khorkina encerrou sua participação mundiais com vinte medalhas: nove de ouro, oito de prata e três de bronze.

## Jogos Olímpicos
Ao longo da carreira, Svetlana participou de três edições olímpicas: Atlanta 1996, Sydney 2000 e Atenas 2004.

### Atlanta 1996
Sua estreia em Jogos Olímpicos foi aos 17 anos, na edição de 1996 realizada no mês de julho, nos Estados Unidos. Na ocasião, a ginasta esteve presente em três das seis finais possíveis.
Na competição qualificatória, realizada entre os dias 21 e 23 de julho, a russa executou nas paralelas assimétricas um movimento até então inédito, que seria nomeado com o sobrenome da atleta. No dia seguinte, durante a final por equipes, Svetlana competiu perturbada com o forte barulho da torcida norte-americana presente no Georgia Dome. Ao final, apesar das notas alcançadas, a Rússia encerrou na segunda colocação. Ao lado das companheiras de equipe, Elena Dolgopolova, Rozalia Galiyeva, Elena Grosheva, Dina Kochetkova, Eugenia Kuznetsova e Oksana Liapina, Khorkina conquistou a medalha de prata, ao ser superada pela nação anfitriã, denominada posteriormente de Sete Magníficas, devido ao primeiro título da categoria. Em 25 de julho, na final do concurso geral, era considerada favorita ao ouro, porém, uma queda das barras assimétricas a retirou do pódio, deixando-a apenas com 38,455 pontos, suficiente para a 15.ª colocação; a ucraniana Lilia Podkopayeva atingiu 0,800 pontos a frente da ginasta e foi a campeã da prova. Dentre as três ginastas russas competidoras, Khorkina obteve o somatório mais baixo. Na única final por aparelho no qual esteve, a atleta conquistou sua primeira medalha de ouro olímpica, na prova das assimétricas, decorrente no dia 29 de julho de 1996. Com uma rotina que continha um movimento seu, Khorkina marcou 9,850 pontos, suficiente para superar os 9,837 marcados pela chinesa Bi Wenjing e pela norte-americana Amy Chow, empatadas na segunda colocação.

### Sydney 2000
Devido aos resultados alcançados nos campeonatos mundiais anteriores a esta Olimpíada — em especial, o de Tianjin, qualificador para as Olimpíadas —, Khorkina fez sua aparição nesses Jogos novamente como a favorita ao individual geral. Além, qualificou-se para quatro finais, incluída a coletiva.
A primeira final foi a por equipes, realizada no dia 19 de setembro. Nela, o time russo formado por Anna Tchepeleva, Svetlana Khorkina, Anastasia Kolesnikova, Ekaterina Lobazniouk, Elena Produnova e Elena Zamolodchikova conquistou a medalha de prata, superada pela equipe romena por 0,205 pontos. Considerada favorita, a Rússia cometeu uma série de erros em três das quatro rotações: no salto sobre o cavalo, Elena Produnova caiu e só marcou 9,212; porém a equipe manteve-se na liderança devido ao salto inovador de Khorkina, que recebeu seu sobrenome no Código de Pontos. Na rotação seguinte, as barras, foi a vez de Svetlana cair do aparelho; na trave de equilíbrio, Lobazniouk e Zamolodchikova atingiram notas baixas por seus desempenhos; nos solo, Khorkina marcou a maior nota do dia, 9,787, e ajudou sua equipe a encerrar na segunda colocação.
A disputa do individual geral deu envolta em polêmica: A mesa da prova do salto foi acidentalmente abaixada em cerca de 5 cm, criando uma situação perigosa que alterou completamente as ginastas em pré e pós voos. Como resultado, muitas ginastas sofreram falhas graves e ferimentos durante o aquecimento e na competição, incluindo Khorkina. Uma atleta, a ginasta britânica Annika Reeder, foi ferida o suficiente para retirar-se do restante da competição. Mesmo aquelas que não sofreram alguma lesão, encontravam-se desconcentradas por suas próprias experiências na prova do salto. Quando o erro foi descoberto pela ginasta australiana Allana Slater na terceira rotação, funcionários da Federação Internacional de Ginástica (FIG) recolocaram a mesa na altura correta e permitiram que a competição continuasse. Os juízes permitiram também que as ginastas das duas primeiras rotações, refizessem seus saltos. Contudo, nenhuma das atletas aceitou esta oferta. Nas assimétricas, Sveta sofreu mais uma queda, desconcentrada pela rotação anterior; na trave e nos exercícios de solo, manteve uma série sem falhas aparentes. Contudo, devido aos erros anteriores, terminou apenas na décima colocação, com um somatório de 37,929 pontos. A campeã da prova, originalmente foi a romena Andreea Raducan, porém, um exame antidoping revelou a presença de substâncias proibidas no corpo da atleta, que com isso foi desclassificada e teve sua medalha retirada; a também romena Simona Amanar herdou a primeira posição.
Nas finais por aparelhos, a atleta foi a duas, barras e solo. Nas paralelas assimétricas, de prova ocorrida no dia 24 de setembro, conquistou o bicampeonato olímpico, após somar 9,862 pontos; as chinesas Ling Jie e Yang Yun, completaram o pódio do evento, com a prata e o bronze, respectivamente. No dia seguinte, disputou mais uma final. Nela, subiu no pódio medalhista de prata, após marcar 9,812 pontos; sua compatriota Zamolodckikova atingiu 9,850 e encerrou medalhista de ouro. A campeã da prova geral, Simona Amanar completou o pódio com a medalha de bronze.

### Atenas 2004
Em 2004, Khorkina despediu-se dos Jogos Olímpicos com a participação na edição de Atenas, Grécia. Nestes Jogos, a ginasta aos 25 anos, entrou ainda competitiva e conquistou o direito de disputar três finais na fase classificatória.
Na final por equipes, o time russo, chamado de tecnicamente fraco, composto por Lyudmila Ezhova, Svetlana Khorkina, Maria Krioutchkova, Anna Pavlova, Elena Zamolodchikova e Natalia Ziganchina não passou da terceira colocação, ao atingir o somatório de 113,235, mais de um ponto atrás da equipe campeã, a seleção romena de Catalina Ponor; a equipe norte-americana foi a vice-colocada, 0,349 ponto a frente da Rússia. No concurso geral, disputado em 19 de agosto, Khorkina foi novamente apontada como favorita, devido ao tricampeonato mundial atingido no ano anterior. No entanto, suas rotinas não foram suficientes para superar as da norte-americana Carly Patterson, que superou a ginasta por 0,176 ponto de diferença. Após o término da competição, Svetlana revelou-se "furiosa" com o resultado. A princípio, criticou a avaliação dada pelos juízes em sua prova de salto, alegando ser injusta. Pouco antes do início da prova, revelou que já conhecia o resultado e que tudo foi combinado pelos juízes. Entretanto, durante a cerimônia de premiação, Khokina não se revelou contrariada com o resultado, dizendo que aquele era o melhor dia de sua vida. Adiante, na única final por aparelho da qual participou, as barras assimétricas, Khorkina novamente era favorita ao ouro. Veterana, não conseguiu realizar o tricampeonato olímpico, caiu em movimento considerado simples, pontuou 8,925 e encerrou na última colocação. A francesa Emilie Le Pennec, totalizou 9,687 e conquistou o ouro; as norte-americanas Terin Humphrey e Courtney Kupets, encerraram com a prata e o bronze, respectivamente.

Ao final deste evento, Khorkina totalizou sete medalhas olímpicas, entre as três participações, tornando-se então a ginasta russa que mais conquistou medalhas olímpicas, com duas de ouro, quatro de prata e uma de bronze.

## Principais resultados
| Ano  | Evento                                    | AA                | Equipe            | Salto sobre o cavalo | Trave             | Barras assimétricas | Solo              |
| ---- | ----------------------------------------- | ----------------- | ----------------- | -------------------- | ----------------- | ------------------- | ----------------- |
| 1992 | Moscow World Stars (júnior)               | 5.º               |                   |                      |                   |                     |                   |
| 1993 | Campeonato Nacional Russo                 | Medalha de ouro   |                   | Medalha de prata     | Medalha de ouro   | Medalha de ouro     | Medalha de bronze |
| 1993 | Copa Europeu (júnior)                     | 7.º               |                   |                      |                   |                     |                   |
| 1994 | Campeonato Europeu                        | Medalha de prata  | Medalha de prata  |                      |                   | Medalha de ouro     |                   |
| 1994 | Jogos da Amizade                          |                   | Medalha de prata  | Medalha de bronze    |                   | Medalha de ouro     |                   |
| 1994 | Campeonato Mundial de Ginástica Artística | 9.º               | Medalha de bronze | Medalha de prata     |                   | Medalha de prata    | 8.º               |
| 1995 | Campeonato Nacional Russo                 | Medalha de ouro   |                   |                      |                   |                     |                   |
| 1995 | Campeonato Mundial de Ginástica Artística | Medalha de prata  | 4.º               | 5.º                  |                   | Medalha de ouro     |                   |
| 1996 | Campeonato Mundial de Ginástica Artística |                   |                   | 5.º                  |                   | Medalha de ouro     |                   |
| 1996 | Campeonato Nacional Russo                 | Medalha de bronze |                   |                      |                   |                     |                   |
| 1996 | Campeonato Europeu                        | 6.º               | Medalha de prata  | 4.º                  |                   | Medalha de ouro     |                   |
| 1996 | Jogos Olímpicos                           | 15.º              | Medalha de prata  |                      |                   | Medalha de ouro     |                   |
| 1997 | Campeonato Nacional Russo                 | Medalha de ouro   |                   |                      |                   | Medalha de ouro     |                   |
| 1997 | Campeonato Mundial de Ginástica Artística | Medalha de ouro   | Medalha de prata  | 8.º                  | Medalha de prata  | Medalha de ouro     | Medalha de prata  |
| 1998 | Campeonato Europeu                        | Medalha de ouro   | Medalha de prata  |                      |                   | Medalha de ouro     | Medalha de ouro   |
| 1998 | Campeonato Nacional Russo                 | Medalha de prata  |                   |                      |                   |                     |                   |
| 1999 | Campeonato Mundial de Ginástica Artística | 12.º              | Medalha de prata  |                      |                   | Medalha de ouro     | Medalha de bronze |
| 1999 | Campeonato Nacional Russo                 | Medalha de prata  |                   |                      |                   |                     |                   |
| 2000 | Campeonato Europeu                        | Medalha de ouro   | Medalha de ouro   |                      | Medalha de ouro   | Medalha de ouro     |                   |
| 2000 | Campeonato Nacional Russo                 |                   |                   |                      | Medalha de ouro   | Medalha de ouro     |                   |
| 2000 | Jogos Olímpicos                           | 10.º              | Medalha de prata  |                      |                   | Medalha de ouro     | Medalha de prata  |
| 2001 | Jogos da Amizade                          | Medalha de prata  |                   |                      |                   | Medalha de ouro     | Medalha de prata  |
| 2001 | Campeonato Mundial de Ginástica Artística | Medalha de ouro   | Medalha de prata  | Medalha de ouro      |                   | Medalha de ouro     | Medalha de bronze |
| 2002 | Campeonato Europeu                        | Medalha de ouro   | Medalha de ouro   |                      | Medalha de prata  | Medalha de ouro     | 5.º               |
| 2003 | Campeonato Nacional Russo                 | Medalha de ouro   |                   |                      | Medalha de prata  | Medalha de ouro     | Medalha de prata  |
| 2003 | Campeonato Mundial de Ginástica Artística | Medalha de ouro   | 6.º               |                      |                   |                     |                   |
| 2004 | Campeonato Europeu                        | 4.º               |                   |                      | Medalha de bronze | Medalha de ouro     | 7.º               |
| 2004 | Campeonato Nacional Russo                 |                   |                   |                      | Medalha de prata  | Medalha de ouro     |                   |
| 2004 | Jogos Olímpicos                           | Medalha de prata  | Medalha de bronze |                      |                   | 8.º                 |                   |

## Vida após a ginástica

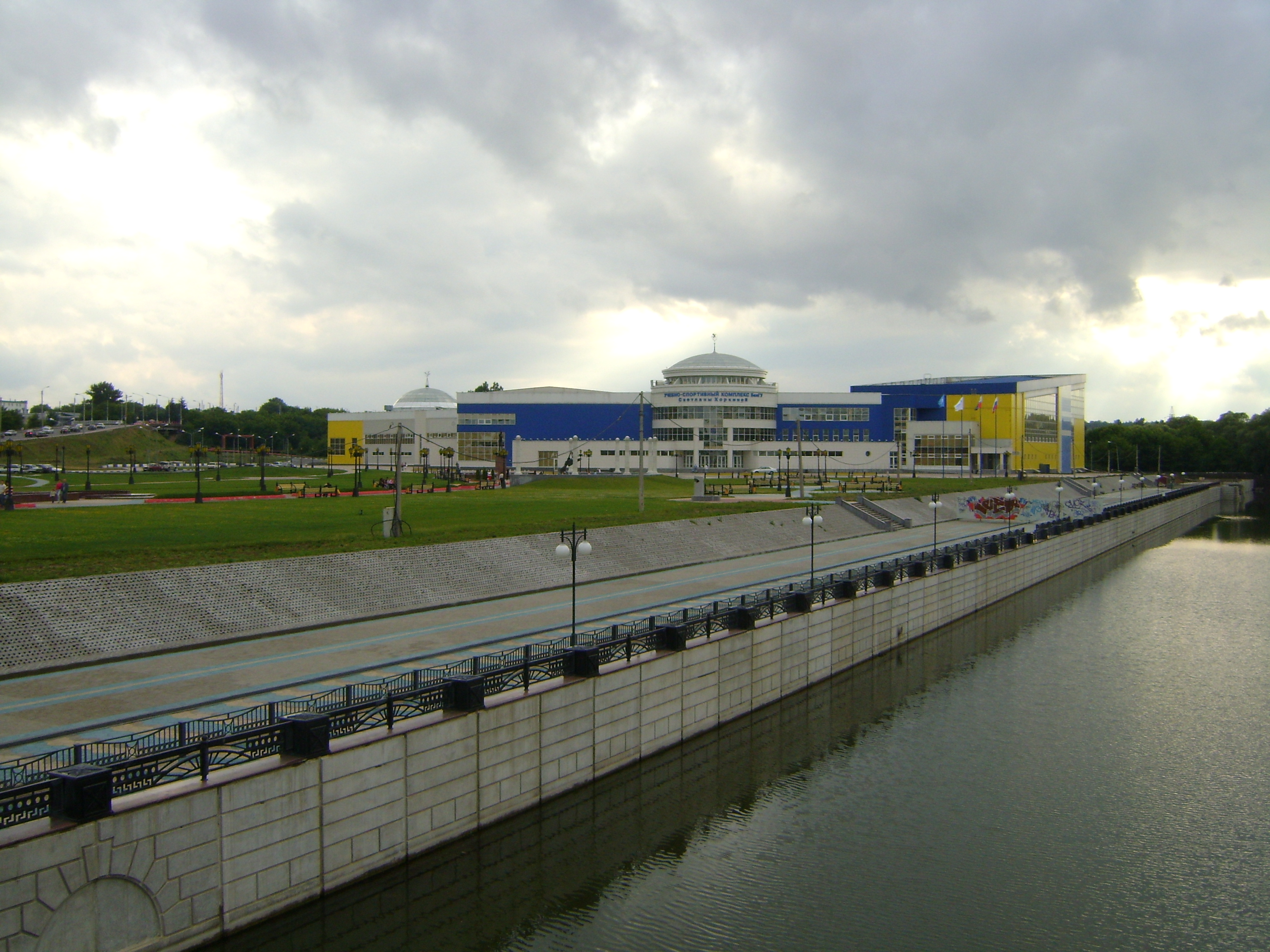
As margens do rio Vezelki, em Belgorod, localiza-se ao fundo, o Complexo Esportivo Svetlana Khorkina, inaugurado com o nome da atleta em 2007.

Após deixar a carreira de ginasta, Khorkina não abandonou o desporto, principalmente a modalidade. Em dezembro de 2004, meses após sua aposentadoria oficial, foi eleita vice-presidente da Federação Russa de Ginástica. No mesmo ano, em votação realizada pela FIG, tornou-se membro da comissão de atletas da federação para o ciclo olímpico 2005 - 2008. Em 12 de março de 2007, foi inaugurado, em sua cidade natal, um complexo desportivo que recebeu seu nome. Em homenagem a ginasta, uma estátua de Khorkina localiza-se em frente ao ginásio. Ainda em 2007, foi eleita membro do comitê Russian State Duma. Svetlana fazia parte do partido desde 2003, ainda como ginasta. Dentro dele, no qual tornou-se deputada, a ex-atleta ainda é vice-presidente do Comitê da Juventude Duma. No mesmo ano, fez uma breve participação no Circus with Stars, no qual apenas fez apresentações. A ginasta também apresentou-se na edição de 2008 do evento. Em abril de 2008, teve uma autobiografia publicada, intitulada Somersaults oh High Heels, publicada pela editora Olma-Press. Nele, conta como foi seu desenvolvimento no esporte, suas dificuldades, pensamentos, fatos ocorridos em edições olímpicas e um pouco sobre sua vida. Em agosto deste mesmo ano, foi comentarista do canal NTV, da TV russa, nas Olimpíadas de Pequim. No evento, fez entrevistas com ginastas participantes e também as concedeu. Após a competição geral feminina, em 15 de agosto, Khorkina parabenizou pessoalmente a ginasta russa naturalizada norte-americana Nastia Liukin, vencedora individual da competição. Ao final do ano, fez novamente uma apresentação em um programa de dança, dessa vez o Dancing with the Stars.
Svetlana ainda atua como apresentadora, conduzindo o programa de música Premiya Muz-TV, desde 2008. No ano seguinte, em maio, publicou seu segundo livro, Fitness as a hobby and bodies, lançado pela mesma editora. Nele, fala sobre fitness, além de escrever sobre como atletas do desporto podem evitar lesões. Em agosto, começou a elaborar a publicação de um terceiro livro, chamado Image and beauty of champions, no qual planeja compartilhar segredos de beleza. Em 2010, tornou-se embaixadora russa dos Jogos Olímpicos de Inverno de 2014, em Sóchi. Em novembro de 2013, participou do revezamento da tocha olímpica dos Jogos de Sóchi, que percorreu as ruas de Moscou, capital russa. Sveta comparou o revezamento a uma cerimônia para receber a medalha de ouro olímpica.